# Збірна Іспанії з хокею із шайбою
Збірна Іспанії з хокею із шайбою (ісп. Selección de hockey sobre hielo de España) — національна збірна команда Іспанії, яка представляє свою країну на міжнародних змаганнях з хокею із шайбою. Управління збірною здійснюється Іспанською федерацією зимових видів спорту.

## Історія
10 березня 1923 Іспанія приєдналася до ІІХФ, у тому ж році заснована Іспанська федерація зимових видів спорту. Після побудови штучної ковзанки в Мадриді, Іспанія, провела перший міжнародний матч наприкінці 1923 року, обігравши Бельгію 6:4 в турнірі Челлендж Верхня Гаронна, що відбувався в Баньєр-де-Люшон, Франція. В другому матчі поступились господарям турніру.
У 1924 році Іспанія бере участь у чемпіонаті Європи з хокею, що відбувався в Мілані, Італія. В першому матчі поступились збірній Швейцарії 12:0. Через травми іспанських гравців у першому матчі у другому матчі проти шведів виступали лише по п'ять гравців в обох збірних.
Після чемпіонату Європи, іспанці брали участь у Кубку Давоса у Давосі, Швейцарія. У турнірі брали участь 12 збірних розбитих на чотири групи, разом з Іспанією грали збірні Швейцарії та Німеччини. Іспанія програла Швейцарії (0:6), Німеччині (0:7). Іспанія поступились також другій команді Німеччини (0:2), але зрештою здобули перемогу у матчі з італійцями 4:0. 1 січня 1925 року, іспанці провели свій другий матч з другою командою Німеччини та виграли в овертаймі 3:1. Наприкінці 1925 року брали участь у Кубку Виклику Верхньої Гаронни, де перемогли другу збірну Бельгії 4:1 та зіграли внічию з французами 3:3.
У 1926 році збірна Іспанії знову брала участь у чемпіонаті Європи, що відбувався в Давосі, Швейцарія. Поступились у першихдвох матчах відповідно збірній Бельгії 0:5 та збірній Чехословаччини 2:9. У втішному раунді, зіграли внічию з Італією 2:2 та поступились Польщі 1:4.
З 2001 року іспанці беруть участь у Дивізіоні ІІ чемпіонату світу з хокею, здобувши перемоги у матчах з Південною Африку, Ісландією, Австралією та Новою Зеландією, поступились збірній Південної Кореї та посіли друге місце. У 2002 році посіли третє місце в групі B вслід за збірними Югославії та Литви. У 2003 році, також посіли третє місце поступившись збірним Югославії та Південної Кореї.

## Виступи на чемпіонаті світу
- 1977 — 5-е місце Група C
- 1978 — 7-е місце Група C
- 1979 — 6-е місце Група C
- 1982 — 7-е місце Група C
- 1983 — 7-е місце Група C
- 1985 — 8-е місце Група C
- 1985 — 8-е місце Група C
- 1989 — 4-е місце Група D
- 1990 — 4-е місце Група D
- 1992 — 1-е місце Група C2
- 1993 — 5-е місце Група C
- 1994 — 2-е місце Група C2
- 1995 — 3-є місце Група C2
- 1996 — 3-є місце Група D
- 1997 — 3-є місце Група D
- 1998 — 8-е місце Група С
- 1999 — 1-е місце Група D
- 2000 — 7-е місце Група С
- 2001 — 2-е місце Дивізіон II
- 2002 — 3-є місце Дивізіон II
- 2003 — 3-є місце Дивізіон II
- 2004 — 4-е місце Дивізіон II
- 2005 — 5-е місце Дивізіон II
- 2006 — 5-е місце Дивізіон II
- 2007 — 3-є місце Дивізіон II
- 2008 — 3-є місце Дивізіон II
- 2009 — 3-є місце Дивізіон II
- 2010 — 1-е місце Дивізіон II
- 2011 — 5-е місце Дивізіон I
- 2012 — 2-е місце Дивізіон II, Група А
- 2013 — 6-е місце Дивізіон II, Група A
- 2014 — 1-е місце Дивізіон II, Група В
- 2015 — 4-е місце Дивізіон II, Група A
- 2016 — 2-е місце Дивізіон II, Група A
- 2017 — 6-е місце Дивізіон II, Група A
- 2018 — 1-е місце Дивізіон II, Група В
- 2019 — 4-е місце Дивізіон II, Група A
- 2022 — 4-е місце Дивізіон II, Група A
- 2023 — 1-е місце Дивізіон II, Група A
- 2024 — 5-е місце Дивізіон IB
- 2025 — 5-е місце Дивізіон IB